# إيدا سيلفرمان
إيدا سيلفرمان (بالإنجليزية: Ida Silverman) (وُلِدت في 31 أكتوبر 1882 في كوفنو، روسيا – تُوفيت في 1 نوفمبر 1973 عن عمر ناهز 91 عاماً في هرتسليا، إسرائيل) كانت فاعلة خير يهودية، شيَّدت بمساعدة زوجها حوالي 100 معبد يهودي (كنيس) معظمها في إسرائيل، وتُعدُّ سيلفرمان المرأة الوحيدة التي عملت نائباً لرئيس للمنظمة الصهيونية الأمريكية والمؤتمر الأمريكي اليهودي.
وصلت المهاجرة الروسية سيلفرمان إلى الولايات المتحدة قبل أن تبلغ من العمر سنة، واستقرت أسرتها في بروفيدنس، رود آيلاند، حيث أكملت دراستها وتزوجت وأنجبت أربعة أطفال، أدركت سيلفرمان عمق المشكلات الاجتماعية وآثار الحرب على اللاجئين وذلك أثناء قيامها بأعمال الإغاثة عقب الحرب العالمية الأولى، انضمت إلى الحركة الصهيونية في القرن العشرين، وخلال عقد من الزمان أصبحت متحدثة تحفيزية وداعية إلى إقامة بيت يهودي دائم في فلسطين.
بين عام 1925 وأواخر أربعينيات القرن العشرين، قطعت أكثر من 600.000 ميل جواً خلال جولتها في جميع أنحاء العالم، حيث تحدثت وجمعت الأموال لإنشاء دولة يهودية، كما أنها حصلت في أعقاب الحرب العالمية الثانية على تصريح خاص للسفر إلى مناطق دمرتها الحروب من أجل تقييم الأوضاع، وبعد نهاية الحرب، ركزت سيلفرمان جهودها على بناء البنية التحتية في دولة إسرائيل الجديدة، فضلاً عن مشاركتها في الأعمال الخيرية في ولايتها الأصلية أي رود آيلاند وجمعت الأموال للمستشفيات ومنظمات الصحة العقلية.
حازت إيدا في حياتها على العديد من الألقاب التشريفية والجوائز لما قامت به من أعمال خيرية ومنها لقب «أم العام اليهودية» (بالإنجليزية: Jewish Mother of the Year) والميدالية الفضية لمنظمة مزراحي للنساء في أمريكا من أجل بناء إسرائيل بالإضافة إلى شهادات دكتوراه فخرية وأُدرج اسمها مع زوجها في قاعة مشاهير نساء رود آيلاند للتراث في عام 1971.

## السيرة الذاتية
وُلِدت إيدا مارسيا كاميلهور بتاريخ 31 أكتوبر 1882 في كوفنو بروسيا لماري (اسمها عند الولادة دمبر) ولويس كاميلهور (دُعِي أيضاً ليب كاميلهورن)، وكانت الطفلة الوحيدة الباقية على قيد الحياة من أسرة مُكوَّنة من ثمانية أفراد، ثم هاجر والداها إلى نيويورك قبل عيد ميلادها الأول، وعندما بلغت إيدا من العمر عشر سنوات انتقلوا عائلتها إلى بروفيدنس، رود آيلاند، فالتحقت بمدرسة القواعد العامة والمدرسة الثانوية، وحين بلغت سن السادسة عشرة بدأت العمل كمحاسبة لدى أرشيبالد سيلفرمان، وبدأ أرشيبالد الذي كان هو الآخر مهاجراً حياته المهنية كمصمم لحلي الأزياء والملابس، فأسَّس بالتعاون مع شقيقه تشارلز شركة مجوهرات سيلفرمان براذرز في بروفيدنس عام 1897، وبعد عامين من العمل في مجال المجوهرات، وافقت كاميلهور على الزواج من رئيسها؛ وتم زواجهما عام 1900.
استمر أرشيبالد في شق طريقه صعوداً وأصبح في النهاية رئيساً للبنك ومُناصراً لقضايا اليهود، وعلى الرغم من أن إيدا كانت المتحدثة الرسمية حول القضايا التي شارك فيها الزوجان، إلا أن أرشيبالد دعم مشاركتها بالكامل وقدم لها الوقت والدعم المعنوي والمساهمات النقدية لتعزيز أعمالهما الخيرية، كما أنه تفهم ووافق على أن عملها من أجل الآخرين سيحظى دائماً بالأسبقية على واجباتها المنزلية.

## الحياة المهنية

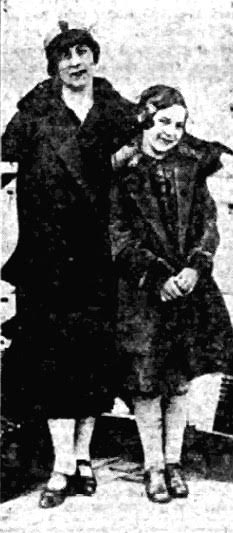
إيدا سيلفرمان وابنتها عام 1925.

كان لسيلفرمان طفلين حين بلغت العشرين من العمر، كما أنها ستنجبُ لاحقاً طفلين، وقد انضمت إلى مجتمع بروفيدنس وشاركت في برامج التحسين الاجتماعي، فأسَّست وعملت رئيساً لمجموعات المتطوعات المساعدات في مأوى الأيتام اليهودي في رود آيلاند، وبحلول عام 1906، شاركت في الحركة الصهيونية الأمريكية وارتقت إلى المركز الوطني لنائب رئيس منظمة هاداسا الصهيونية النسائية الأمريكية، وقد جعلت منها أعمال الإغاثة التي قامت بها خلال الحرب العالمية الأولى مُدركة لمجموعة واسعة من الاحتياجات الاجتماعية وأصبحت مدافعة عن قضايا الرعاية الصحية ومكافحة الفقر وإيجاد حل دائم للاجئين اليهود، وفي عام 1915، أسَّست فرع هاداسا الثاني في نيو إنجلاند في بروفيدنس، وكانت «داعية ماهرة» وطوَّرت نفسها على نطاق واسع بين عامي 1915 و1919، وكانت معروفة كزعيمة قوية وخطيبة موهوبة.
كان أول اعتراف بها على المستوى الوطني هو تعيينها في عام 1919 نائباً للرئيس الفخري للمؤتمر الأمريكي اليهودي (AJC)، أما تقليدياً، فقد كانت قيادة المؤتمر تُركِّز بشكل كبير على توعية اليهود الأوروبيين أكثر من التوعية في جميع أنحاء العالم وكانت هذه التوعية من التقاليد الأرستقراطية والغنية والإصلاحية، فأصبحت المنظمة أكثر تنوعاً بحلول سنة 1919، وعلى الرغم من عدم تبني هذه الأخيرة للأفكار الأكثر تطرفاً للصهيونية إلا أنها سمحت للقادة بالتعبير عن وجهات النظر الصهيونية، وكان بإمكان سيلفرمان بوصفها مسؤولاً شرفياً استغلال هذا الوضع لصالحها: فعلى الرغم من أنها لم تتحدث رسمياً عن المنظمة، إلا أنها ضمنت موافقة المؤتمر واستطاعت استثمار ذلك الدعم من الجماهير لأسباب ومساهمات نقدية من النخب.

### العشرينات
في عام 1925، قامت سيلفرمان بأول رحلة لها إلى فلسطين، وتمكنت من استغلال خبراتها لاكتساب مهارات التحدث في مجموعة متنوعة من الأماكن، كما شغلت خلال الفترة المتبقية من عشرينيات القرن العشرين منصب نائب رئيس المنظمة الصهيونية الأمريكية ونائب رئيس صندوق بناء مستشفى في الجامعة العبرية، وبالإضافة إلى عملها التنظيمي الوطني، كانت سيلفرمان نائب رئيس منطقة نيو إنجلاند الصهيونية ومؤتمر نيو إنجلاند في هداسا والرئيس الفخري لمنظمة هداسا في بروفيدنس، وتُعدُّ سيلفرمان المرأة الوحيدة التي عملت نائباً لرئيس المنظمة الصهيونية الأمريكية والمؤتمر الأمريكي اليهودي.

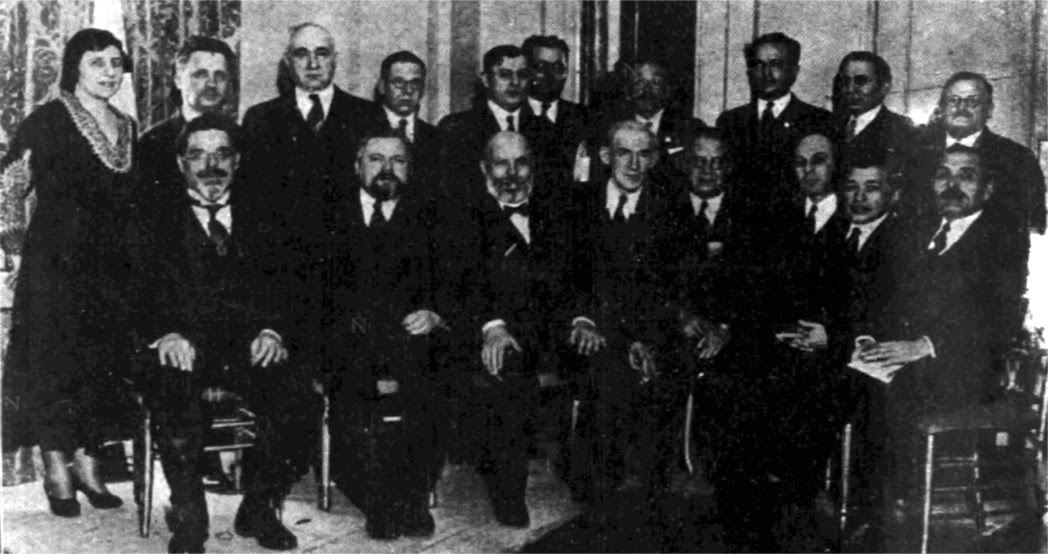
إيدا سيلفرمان في الصندوق القومي اليهودي.

كانت سيلفرمان مؤيدة صريحة لدولة إسرائيل، وسافرت في جميع أنحاء الأمريكتين وأوروبا للدعوة إلى وطن يهودي، وقد وصفت اليهود الذين استقروا في فلسطين بأنهم مزارعون بسيطون يسعون لحياة زراعية تُخفِّف عنهم الجوع الذي عانوا منه في أماكن أخرى، لذلك شدَّدت على أن نية المستوطنين لم تكن للتصنيع والتنافس مع الدول القوية على الصعيد الدولي، وإنما لتوفير احتياجاتهم الأساسية بكل بساطة، وقد شمل برنامج رحلتها طوال عامي 1927 و1928 إجراء محاضرة في سافانا بولاية جورجيا مع السير ويندهام ديديس الذي كان رئيس سكرتارية فلسطين السابق؛ بالإضافة إلى جولة في المستشفيات والعيادات وبرامج الصحة العامة في الأرض المقدسة بغية تحديد كيف يمكن لمنظمة هاداسا أن تُحسِّن المستوى الصحي في المنطقة بأسرها «دون النظر إلى العرق أو العقيدة»؛ فضلاً عن حضورها في المؤتمر الصهيوني العالمي إلى بازل بسويسرا، واستقالت سيلفرمان من منظمة هاداسا في عام 1928 جراء نزاع سياسي حول الرواتب العالية التي تُدفع للمسؤولين بدلاً من استثمارها في الأعمال الخيرية.

### الثلاثينات

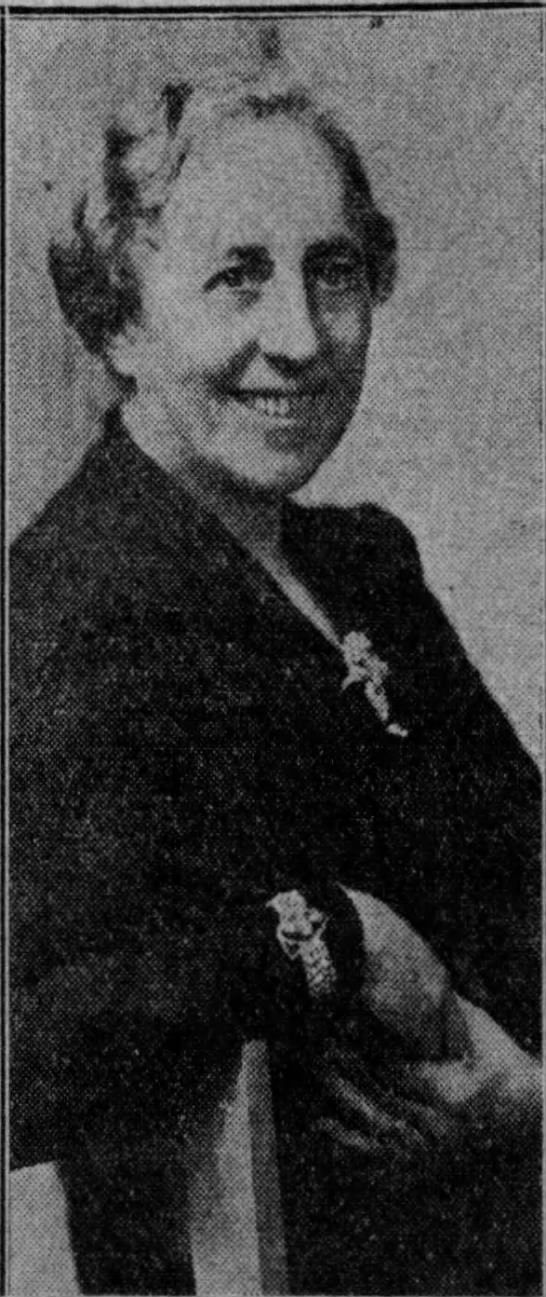
إيدا سيلفرمان عام 1938.

توسَّعت رحلات سيلفرمان على الرغم من الكساد العظيم في ثلاثينيات القرن العشرين، عندما بدأت تُخصِّص 6 أشهر كل عام للسفر خارج الولايات المتحدة، وفي وقت مبكر من عام 1932، قامت المنظمات اليهودية بمتابعة برامج صفقات الأراضي لشراء وتوطين اللاجئين في منازل دائمة في فلسطين، فلم تدعم سيلفرمان الخطط فحسب بل وجمعت الأموال من أجلها أيضاً، كما زرعت أول شجرة في مستعمرة في وادي الحوارث، ثم أصبحت نداءاتها للحصول على ملاذ آمن لليهود أكثر إلحاحاً مع صعود هتلر إلى السلطة، وكانت تقاريرها المباشرة من ألمانيا والنمسا والمجر وتشيكوسلوفاكيا وليتوانيا وبولندا تحتوي على قراءة صحيحة للأحداث، كما كانت تعمل مع حركة شباب عليا بالتعاون مع هداسا في الولايات المتحدة لنقل 10.000 طفل لاجئ إلى فلسطين سنة 1938، ومن أجل جمع التبرعات فقد كان هدفها هو جمع ربع مليون دولار لإعادة التوطين وتدريب الشباب على النشاطات الزراعية والمهنية، وقد أنهت سيلفرمان سنة 1939 جولتها في بولندا حيث قامت بدراسة الظروف والإحباط قبل فترة وجيزة من الغزو الألماني لبولندا، وكانت جهودها ناجحة في نقل حوالي 7000 شاب من بولندا وألمانيا وتشيكوسلوفاكيا ورومانيا إلى فلسطين قبل نهاية عام 1940.

### الأربعينات
نظراً لاندلاع أعمال الشغب في أواخر الثلاثينات من القرن العشرين بسبب المقترحات البريطانية لتقسيم فلسطين والبدائل الأمريكية المُقترحة من طرف الدبلوماسيين الأمريكيين بمن فيهم سومنر ويلز، شرعت سيلفرمان في عدة جولات في أمريكا الجنوبية ومنطقة البحر الكاريبي في أوائل الأربعينيات لتحديد إمكانية إقامة اليهود الأوروبيين في جمهورية الدومينيكان أو بيرو أو أوروغواي كبديل لإعادة التوطين الفلسطيني، وأبلغت عن النتائج التي توصلت إليها في مؤتمر البلدان الأمريكية في بالتيمور واصفة البدائل بأنها غير مناسبة وأن محاولة إقامة وطن يهودي في جمهورية الدومينيكان قد باءت بالفشل، كما كتبت مقالات تحت عنوان السيد أرشيبالد سيلفرمان (Mrs. Archibald Silverman)، تحث على هجرة اليهود إلى فلسطين بدلاً من أماكن أخرى مثل المستعمرة اليهودية في سوسوا بجمهورية الدومينيكان التي كانت تُروِّج لها لجنة التوزيع الأمريكية اليهودية المشتركة في أوائل الأربعينيات؛ وخطة لتوطين اليهود في منطقة كيمبرلي في أستراليا؛ واقتراح آخر لمستعمرة يهودية في باراماريبو بسورينام. كانت مقالاتها مليئة بالنقد ضد ما اعتبرته «مخططات» منظمي اليهود المعارضين للصهيونية، وفي مقالة نُشِرت عام 1948 بعنوان «كابوس سورينام (The Surinam Nightmare)» وصفت «الخطط الشيطانية» للتخلي عن «خنازير غينيا» اليهودية بسبب «أمراض المناطق الاستوائية المُرعِبة»، وفي نهاية المطاف تم إلغاء خطط الهجرة البديلة عقب إعلان استقلال دولة إسرائيل عام 1948.

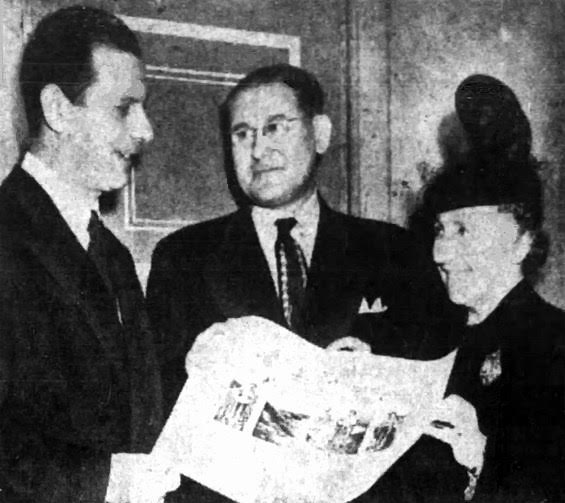
إيدا سيلفرمان وهي تُقدِّم لفيفة لوزير الدفاع الإسرائيلي جوزيف جاكوبسن.

واصلت سيلفرمان رحلاتها في أمريكا الجنوبية بعد مؤتمر البلدان الأمريكية في بالتيمور، ومن ثم حصلت على تصريح خاص للسفر عبر إنجلترا واسكتلندا وأيرلندا لجمع التبرعات، إذ حققت مجموعاتها نجاحاً مدوياً ونسبت ذلك النجاح إلى الفهم الحاد للتشرد الذي يُعاني منه المواطنون البريطانيون الذين نزحوا خلال غارات القصف، وزادت من جهودها لشراء الأراضي في فلسطين مع اقتراب نهاية الحرب، مُعتقِدة أنه في حالة امتلاك المنظمات اليهودية للأراضي فإن المساومة ستكون في صالحهم عند انعقاد مؤتمر السلام.
مع انتهاء الحرب في عام 1945، كانت سيلفرمان في طريقها إلى عدد من البلدان أمريكا الوسطى وفي أمريكا الجنوبية ونيوزيلندا وأستراليا وجنوب أفريقيا في بعثات لجمع الأموال، ثم ذهبت إلى أوروبا سنة 1946 لزيارة مخيمات اللاجئين في السويد وألمانيا المُحتلة قبل أن تعود إلى فلسطين، وكانت قد قطعت حوالي 600.000 ميل جوي بحلول نهاية الحرب وذلك بعد زيارتها كل ولاية في الولايات المتحدة وكل إقليم في كندا والمكسيك وجميع دول وسط وجنوب أمريكا وجزر الهند الغربية وكل أوروبا الغربية تقريباً وأجزاءً من أوروبا الشرقية وأستراليا ونيوزيلندا وإيران وفلسطين والمغرب وجنوب أفريقيا.

### الخمسينات والستينات

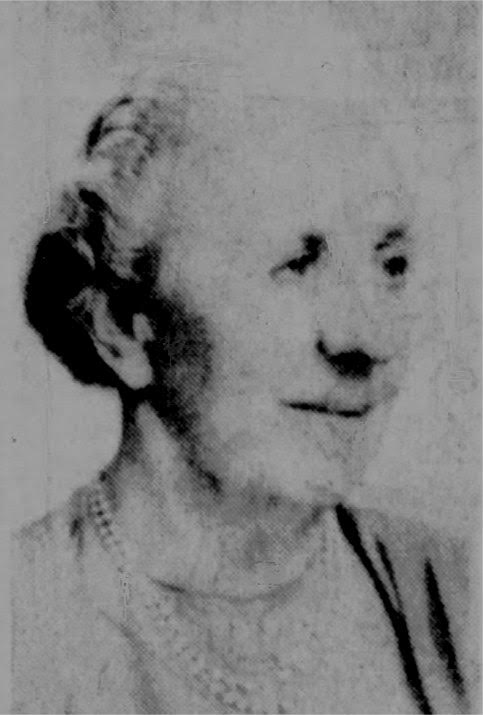
إيدا سيلفرمان عام 1960.

بعد تأسيس دولة إسرائيل، حدَّدت سيلفرمان الحاجات المتنوعة الضرورية لبناء الدولة، وقامت هي وأرشيبالد بتوجيه الأموال لزراعة البساتين وبناء فندق شارون وتكميل صندوق مبنى مركز الكنيس، وقد كان فندق شارون الذي شُيِّد في هرتسليا على سهل شارون جزءًا من الجهود المبذولة لإنشاء البنية التحتية وتنمية المواقع السياحية لتحفيز مزيد من التقدم والازدهار، كما أنها أسَّست وخدمت في مجلس إدارة الشركة الذي أنشأ الفندق، وعلاوة على ذلك فقد ترأست شركة لتنمية المياه في مرج ابن عامر وأحيت بستاناً مختلطاً من الفاكهة يحتوي على 70 فداناً من الأشجار، كما أنها شاركت في عدة مشاريع في رود آيلاند، ففي عام 1955 أسَّست وشغلت منصب رئيس أصدقاء مستشفى بتلر في محاولة لإعادة فتح المركز الصحي الذي تم إغلاقه، ونجحوا في إثبات فائدته للمجتمع وتمت إعادة فتح المستشفى، وبالإضافة إلى فقد شغلت سنة 1957 منصب رئيس جمع التبرعات لجمعية رود آيلاند للصحة العقلية، وبحلول أوائل الستينات، شُيِّد 33 معبداً يهودياً في جميع أنحاء إسرائيل من خلال صندوق الكنيس، وساعدت خلال العامين اللذين عاشت فيهما في إسرائيل في إقامة حوالي 80 معبداً يهودياً إضافياً، وبالتالي بلغ عدد المعابد اليهودية في إسرائيل وأماكن أخرى أكثر من 100 معبد عند وفاة سيلفرمان.

### السبعينات
هاجرت سيلفرمان إلى إسرائيل في عام 1971 وهي في سن التاسعة والثمانين، وتُوفيت في 1 نوفمبر 1973 في هرتسليا بإسرائيل وُدفِنت في مقبرة جبل الزيتون اليهودية بالقرب من القدس.

## الأوسمة والجوائز
كُرِّمت سيلفرمان عام 1951 كأم السنة اليهودية من قبل الصندوق القومي اليهودي، الذي زرع غابة في إسرائيل تحمل اسمها، كما تمت تسمية قرية في إسرائيل عام 1953 باسم نشلات إيدا على شرفها اعترافاً بدعمها المادي والمعنوي طيلة سنوات، وفي عام 1954، كُرِّمت كأم ولاية رود آيلاند لذلك العام. بالإضافة إلى هذا فقد تلقت الدكتوراه الفخرية من كلية رود آيلاند سنة 1954 وواحدة أخرى من كلية براينت عام 1960، وظفرت بالميدالية الفضية لمنظمة مزراحي للنساء في أمريكا لأنها بذلت أقصى ما في وسعها لبناء إسرائيل.
أُدرج اسمها مع زوجها (الذي تُوفي عام 1966) كعضوة في قاعة مشاهير نساء رود آيلاند للتراث في عام 1971.

### الملاحظات
1. 1 2 3 4  American Mothers Committee 1976، صفحة 479.
2. 1 2 3 4 5  "Ida Silverman". ريفرسايد، رود آيلاند: قاعة مشاهير نساء رود آيلاند للتراث. مؤرشف من الأصل في 2015-12-27. اطلع عليه بتاريخ 2015-12-27.
3. 1 2 3 4 5 6 7 8 9  Jewish Historical Notes 1973، صفحة 480.
4. 1 2  Liber، Libby (1 فبراير 1946). "Women's Whirl". The National Jewish Post. إنديانابوليس، إنديانا. ع. Vol. 14 No. 5 Indiana Edition. ص. 13. مؤرشف من الأصل في 2018-08-17. اطلع عليه بتاريخ 2015-12-29. {{استشهاد بخبر}}: |العدد= يحوي نصًّا زائدًا (مساعدة)
5. 1 2 3 4 5 6  Jewish Historical Notes 1973، صفحة 481.
6. 1 2 3  "Well-Earned Tribute to Mrs. Silverman". The National Jewish Post. إنديانابوليس، إنديانا. ع. Vol. 4, No 42 Indiana Edition. 3 يونيو 1949. ص. 8. مؤرشف من الأصل في 2018-08-17. اطلع عليه بتاريخ 2015-12-29. {{استشهاد بخبر}}: |العدد= يحوي نصًّا زائدًا (مساعدة)
7. 1 2 3  Browning, Hollander & Tec 2007، صفحة 18.
8. ↑  Litt، Marcia (13 مارس 2008). "The Stories of Her Life". Washington Jewish Week. مؤرشف من الأصل في 2018-08-17. اطلع عليه بتاريخ 2015-12-29.
9. ↑  Foster, Horvitz & Cohen 1998، صفحة 96.
10. 1 2  Jewish Historical Notes 1980، صفحة 115.
11. 1 2  "Mrs. Archibald Silverman Resigns as Vice President of Hadassah". The Wisconsin Jewish Chronicle. ميلواكي، ويسكونسن. 4 مايو 1928. ص. 2. مؤرشف من الأصل في 2018-09-03. اطلع عليه بتاريخ 2015-12-29 – عبر أنسيستري.كوم.
12. ↑  Jewish Historical Notes 1980، صفحة 112.
13. 1 2  Jewish Historical Notes 1980، صفحة 116.
14. ↑  Jewish Historical Notes 1980، صفحة 117.
15. ↑  Jewish Historical Notes 1980، صفحة 118.
16. 1 2  Jewish Historical Notes 1980، صفحة 119.
17. 1 2  "National Vice-president of Hadassah to Speak Here". The Morning Herald. يونيونتاون، بنسيلفانيا. 12 ديسمبر 1927. ص. 1. مؤرشف من الأصل في 2018-09-03. اطلع عليه بتاريخ 2015-12-29 – عبر أنسيستري.كوم.  and "National Vice-president part2". The Morning Herald. يونيونتاون، بنسيلفانيا. 12 ديسمبر 1927. ص. 14. مؤرشف من الأصل في 2018-09-03. اطلع عليه بتاريخ 2015-12-29 – عبر أنسيستري.كوم.
18. ↑  Goodwin & Smith 2004، صفحة xv.
19. 1 2  Jewish Historical Notes 1980، صفحات 120–121.
20. ↑  Jewish Historical Notes 1980، صفحات 121–122.
21. ↑  Jewish Historical Notes 1980، صفحة 124.
22. ↑  "Settling Jewish Ex-soldiers Who Fought in Palestine on Palestine Soil". مدينة نيويورك، ولاية نيويورك: Jewish Telegraphic Agency. 9 يونيو 1932. مؤرشف من الأصل في 2018-09-03. اطلع عليه بتاريخ 2015-12-29.
23. ↑  Jewish Historical Notes 1980، صفحة 125.
24. 1 2 3 4 5  "Mrs. Silverman to be Guest Speaker at JNF's David Ben-Gurion Dinner". The Wisconsin Jewish Chronicle. ميلواكي، ويسكونسن. 28 ديسمبر 1956. ص. 5. مؤرشف من الأصل في 2018-09-03. اطلع عليه بتاريخ 2015-12-29 – عبر أنسيستري.كوم.
25. 1 2 3 4  Jewish Historical Notes 1980، صفحة 126.
26. ↑  "Former Hadassah Officer to Speak at Rally Here". The Evening News. هاريسبرج، بنسيلفانيا. 13 ديسمبر 1938. ص. 4. مؤرشف من الأصل في 2018-09-03. اطلع عليه بتاريخ 2015-12-29 – عبر أنسيستري.كوم.
27. 1 2  "Tells of Atrocities Perpetrated on Jews". The Ottawa Journal. أوتاوا، كندا. 9 ديسمبر 1942. ص. 7. مؤرشف من الأصل في 2018-09-03. اطلع عليه بتاريخ 2015-12-29 – عبر أنسيستري.كوم.
28. 1 2  Lewis، Ben (5 ديسمبر 1941). "Between You and Me". The Wisconsin Jewish Chronicle. ميلواكي، ويسكونسن. ص. 6. مؤرشف من الأصل في 2018-09-03. اطلع عليه بتاريخ 2015-12-29 – عبر أنسيستري.كوم.
29. ↑  "Memories of the Forty-Niners". The National Jewish Post. إنديانابوليس، إنديانا. ع. Vol. 10, No. 6 Indiana Edition. 18 يوليو 1941. ص. 8. مؤرشف من الأصل في 2018-08-17. اطلع عليه بتاريخ 2015-12-29. {{استشهاد بخبر}}: |العدد= يحوي نصًّا زائدًا (مساعدة)
30. ↑  Sand، Nathan (5 ديسمبر 1941). "Report on Inter-American Conference in Baltimore, Nov. 23–24–25". The Wisconsin Jewish Chronicle. ميلواكي، ويسكونسن. ص. 8. مؤرشف من الأصل في 2018-09-03. اطلع عليه بتاريخ 2015-12-29 – عبر أنسيستري.كوم.
31. ↑  Rovner 2014، صفحات 213–215.
32. ↑  "Zionists Launch Big Drive to Buy Refugees Land". شيكاغو تريبيون. شيكاغو، إلينوي. 25 يناير 1943. ص. 15. مؤرشف من الأصل في 2016-03-07. اطلع عليه بتاريخ 2015-12-30.
33. ↑  "Palestine Only Haven, Declares Mrs. Silverman". The Jewish Transcript. سياتل، واشنطن. 2 نوفمبر 1942. ص. 8. مؤرشف من الأصل في 2018-09-03. اطلع عليه بتاريخ 2015-12-30.
34. 1 2  "JNF Will Hold State Conference Here, September 29". The Wisconsin Jewish Chronicle. ميلواكي، ويسكونسن. 20 سبتمبر 1946. ص. 1. مؤرشف من الأصل في 2018-09-03. اطلع عليه بتاريخ 2015-12-29 – عبر أنسيستري.كوم.
35. ↑  "US Zone Has 139,026 Displaced Jews". The Wisconsin Jewish Chronicle. ميلواكي، ويسكونسن. 4 أكتوبر 1946. ص. 1. مؤرشف من الأصل في 2018-08-17. اطلع عليه بتاريخ 2015-12-29 – عبر أنسيستري.كوم.
36. 1 2 3  Silver، Samuel (28 أكتوبر 1966). "Silver Lining". The Wisconsin Jewish Chronicle. ميلواكي، ويسكونسن. ص. 2. مؤرشف من الأصل في 2018-08-17. اطلع عليه بتاريخ 2015-12-29 – عبر أنسيستري.كوم.
37. 1 2 3 4 5 6  "Will Be Speaker for Jewish Fund Appeal Meeting". The Kingston Daily Freeman. كينغستون، نيويورك. 29 مارس 1960. ص. 11. مؤرشف من الأصل في 2018-08-17. اطلع عليه بتاريخ 2015-12-29 – عبر أنسيستري.كوم.
38. ↑  "The Greatest Cause of All". The Canadian Jewish Chronicle. مونتريال، كندا. 16 مارس 1928. مؤرشف من الأصل في 2018-09-03. اطلع عليه بتاريخ 2015-12-31.
39. 1 2 3  Jewish Historical Notes 1973، صفحة 482.
40. ↑  Jewish Historical Notes 1980، صفحة 127.
41. 1 2  American Mothers Committee 1976، صفحة 480.
42. ↑  "Mrs. Silverman Named Jewish Mother of 1951". The National Jewish Post. إنديانابوليس، إنديانا. ع. Vol. 6, No. 39 Indiana Edition. 25 مايو 1951. ص. 8. مؤرشف من الأصل في 2018-08-17. اطلع عليه بتاريخ 2015-12-29. {{استشهاد بخبر}}: |العدد= يحوي نصًّا زائدًا (مساعدة)
43. ↑  "Mrs. A. Silverman, JNF Leader, to Address أبريل 4 Meeting". The National Jewish Post. إنديانابوليس، إنديانا. ع. Indiana Edition. 29 مارس 1957. ص. 3. مؤرشف من الأصل في 2018-08-17. اطلع عليه بتاريخ 2015-12-29.
44. ↑  "Mrs. Archibald Silverman Honored on 70th Birthday". The Wisconsin Jewish Chronicle. ميلواكي، ويسكونسن. 19 يونيو 1953. ص. 9. مؤرشف من الأصل في 2018-09-03. اطلع عليه بتاريخ 2015-12-29 – عبر أنسيستري.كوم.
45. ↑  "Archibald Silverman, Well-known U.S. Jewish Leader, Dead; Was 86". مدينة نيويورك، ولاية نيويورك: Jewish Telegraphic Agency. 21 سبتمبر 1966. مؤرشف من الأصل في 2018-09-03. اطلع عليه بتاريخ 2015-12-29.